# فيصل علوي
فَيْصَل عَلَوِي (1949 - 7 فبراير 2010) مطرب وفنان يمني يعتبر رائدا للأغنية اللحجية. اشتهر بعزف العود ، وذاع صيته في الجزيرة العربية ودول الخليج.

## نبذة مختصرة عن حياته
فيصل علوي فنان ومطرب مشهور يمني ولد في 1949 بقرية الشقعة مديرية تبن محافظة لحج جنوب اليمن. والده علوي سعد الفتاحي كان فنانًا وجده كان فقيهًا وإمام مسجد.
أول أعماله الفنية كانت عام 1958م وهي أغنيته المشهورة «بسألك بالحب يا فاتن جميل» من ألحان صالح ناصر كرد وكلمات أحمد عبادي حسين. تعلم الفنان فيصل علوي في مدرسة المحسنية التي تعلم فيها كل السلاطين والفنانين ومن أشهرهم الأمير أحمد فضل القمندان والفنان فضل محمد علي اللحجي والشاعر عبد الله هادي سبيت.
واشتهر فيصل علوي كثيرًا في محافظة لحج، حتى أن اسمه أصبح يقترن بها، وتأثر بالشاعر الأمير أحمد فضل القُمِنْدان وغنٌى كثيراً من أشعاره. وكذلك تأثر بالفنان فضل محمد اللحْجي الذي ساعده وعلمه أصول الموسيقى والفن.
ويُعد الفنان فيصل علوي أحد أبرز الفنانين في اليمن، وأكثرهم حضورًا وجمهورًا وإرثًا وتنوعًا، بعد أن وصلت أغانيه إلى معظم الدول العربية والخليج العربي، خصوصًا بعد أن ظلّ متنقلًا بين اليمن وأكثر من بلد عربي وخليجي أحيا فيها الكثير من الحفلات والسهرات الفنية أمام جمهوره الفني الكبير هناك. لقد غرد بالأغنية اللحجية إلى حدود السماء.
توفي الفنان فيصل علوي بعد صراع مع المرض عند التاسعة من صباح الأحد 7 فبراير 2010 في جناحه 101 بفندق ميتروبون بخور مكسر عدن.

## ألقابه
لقب الفنان فيصل علوي بعدة ألقاب من بينها:
- ملك العود
- رائد الأغنية اللحجية
- مطرب النورس
- أبو باسل

## الحياة الشخصية
تزوج فيصل علوي مرة واحدة، وله خمسة أبناء، ابنه البكر باسل وعلوي وفهيم وفارض وابنته الوحيدة عنود.
وأصبح ابنه علوي فيصل علوي مطربًا في الوقت الحالي. توفي فيصل علوي في العام 2010م بعد صراع مع المرض.

## شهادات للتاريخ
- الفنان فيصل علوي: «على مستوى الوطن العربي قابلت أم كلثوم، عبد الوهاب، رياض السنباطي، قابلت حتى جمال عبد الناصر».
- الدكتور محمد الرميحي الكاتب الكويتي ورئيس تحرير مجلة (العربي) قال: «يتمتع فيصل علوي بإمكانيات كبيرة والشيء الوحيد الذي يفتقد إليه هو وجود رجل يدير أعماله وعلاقاته وينظم له شؤونه الفنية».
- الفنان محمد مرشد ناجي: «عندما نستعرض تاريخ المنطقة بأسرها على المستوى الاحترافي الفني نجد أنه لا مثيل لفيصل علوي على المستوى الوطني والإقليمي. ولم ينل مثيله في هذا العصر من الشعبية كالتي حظي بها اسمه».
- الفنان عصام خليدي: «إن رحيل الفنان الكبير فيصل علوي خسارة فنية فادحة بكل المقاييس ولا يمكن تعويضها على المدى المنظور أو البعيد فقد كان في واقع الأمر ثروة فنية قومية».
- الفنان عوض أحمد:« فيصل علوي حاز على الريادة في مجال الغناء الشعبي ودوره المشهود في إحياء التراث الفني بأشكال وألوان متعددة، وهو علم من أعلام الغناء اليمني وفنان كبير أحبه الجمهور داخل اليمن وخارجه ويعتبر فنان لحج الأول وقد قام بنشر أغاني القمندان، وتقديمها للجمهور بأدائه الرائع وصوته الطروب».
- الفنان نجيب سعيد ثابت لقبه بأمير الغناء اللحجي، وأكد أن الساحة الفنية لن تستطيع تعويض مثله ولو بعد مئة عام.
- الفنان فضل كريدي: «إن هذا الفنان العملاق بالفعل جديرا بصفة رائد الأغنية اللحجية، وبالذات الأغنية القمندانية حيث وصل بهذه الأغنية إلى مستوى الخليج والوطن العربي بشكل عام، مشيرا إلى أن الفنان فيصل علوي كان عازفا ماهرا وملحنا متفردا وفنانا محبوبا له مكانته في قلوب الناس».
- الفنان أحمد بن غودل عميد معهد جميل غانم للفنون الجميلة بعدن:« فيصل علوي من كبار الفنانين الشعبيين، الذين أسسوا مدرسة للفن والغناء الشعبي ومن الفنانين الذين نقشوا تراث القمندان ونشروه على مستوى الخليج والوطن العربي».

## الشعراء الذين تعاون معهم
- الأمير والأديب أحمد فضل القمندان
- الشاعر عبد الله هادي سبيت
- الشاعر صالح نصيب
- الشاعر صالح فقيه
- الشاعر علي سالم الحجيري
- الشاعر أحمد باجهل
- الشاعر عبد الله سالم باجهل

## أشخاص تأثر بهم
- الأستاذ الفنان الراحل محمد جمعة خان.
- الأمير والأديب أحمد فضل القمندان.
- الفنان فضل محمد اللحجي.

## قصته مع العود
اشتهر الفنان فيصل علوي بعزف العود باحترافية مدهشة وصرح الفنان فيصل بقوله: «طورت العود الذي أعزف عليه إلى 14 وتراً وأضفت اليه 16 وتراً وقادر على إضافة اوتار إلى العود ليكون أبو 18 وتراً».
والمهتمون بالحركة الفنية الغنائية في اليمن يعدون فيصل علوي أفضل من عزف العود، بل ويشيدون بطريقته والمعروفة بـ«الفيصيلية» وحجازيات فيصل للعزف على هذه الآلة والتي تتواجد معه في كل أغانيه وكان يبدع في عزفه عليها.

## فيصل والمخدرة
اشتهر فيصل بالغناء كثيرًا في المخادر الشعبية وغنى فيها أجمل أغانيه وعزف فيها أحلى معزوفاته تحت تصفيق الجمهور وإعجابهم. والمخدرة تقليد اجتماعي في الأعراس لايزال موجوداً إلى اليوم، حيث يلتقي فيها أهل العريس والأقارب والأصدقاء، ويحيي ليلتهم أحد المطربين لمزيد من الفرح. وتوفر المخدرة مكانًا للمطرب والملحن والشاعر لإثبات المقدرة على الإبداع وتقديم الفن الراقي، أمام جمهور متذوق وناقد. والفنان فيصل علوي حافظ على هذا التقليد الاجتماعي وحول حفلاته في الأعراس إلى مسرح مفتوح بالمجان لجمهوره الكبير.

## رحلته الفنية
غنى أول أغنية له «يا طائر كف النياح»، في حين كانت أول باكورة أغانيه الخاصة«بسألك بالحب يافاتن جميل» من ألحان صالح ناصر كرد وكلمات أحمد عبادي حسين وسجلها في إذاعة عدن عام 1958م. تعلم الفنان فيصل علوي في مدرسة المحسنية والتحق بفرقة ندوة الجنوب بقيادة الفنان فضل محمد اللحجي الذي علمه العود والعزف على الكمان وتأثر بعزف وصوت الفنان فضل محمد اللحجي الذي شجعه على الغناء وساعده.
ثم انضم إلى فرقة تُبَن الفنية من عام 1964م إلى 1966م وبعد مقتل الفنان فضل محمد اللحجي في 2 فبراير 1967 أسس فيصل علوي فرقة موسيقية مع فضل ميزر وبدأ انطلاقته الفنية في بداية السبعينيات وسافر حينها إلى دول الخليج وهناك أقام العديد من الحفلات في السعودية والكويت.
الفنان فيصل علوي طور الغناء والفن اللحجي وبالتحديد الفن القمنداني وأسس لون لحجي خاص هو اللون الفيصلي وأشهر أغاني هذا اللون:
- يعيبو على الناس والعيب فيهم
- غلط يا ناس تصحوني وانا نايم
- عرفتك قبل ما اتعرف على الحب
- يا فؤادي ليه تبكي
- عرفت الناس إلا أنت مكاني اجهلك
- باتذكروني ولكن بعد لا جدوى لذكري
- أنا مجروح

وقد غنى فيصل علوي كثيرًا من أغاني التراث اللحجي وجدد بعض أغانيه ومن أهم أغاني التراث اللحجي التي غناها:
- زمان والله زمان
- لا وين انا لا وين
- سرى الليل
- بانجناه
- قضيت العمر
- هجرتني وانا صابر لهجرك
- يا حبيبي كم شكى البين قلبي
- تذكرته
- سامحني وانا باتوب

وكذلك غنى فيصل باحتراف الأغاني التراثية الصنعانية ومنها:
- وا مكحل عيوني بالسهر
- السعيد الذي
- يا ساري البرق
- وا مغرد بوادي الدور
- من أجل طرفك
- رضاك خير من الدنيا
- غني علي نايف البواسق
- صادت فؤادي
- الله يعلم
- أمسيت سهران

وكذلك مر الفنان فيصل علوي على الفن الحضرمي وأداه باقتدار ومن أشهر أغاني الدان الحضرمي التي غناها:
- بسألك يا عاشور
- ذا خرج فصل
- قال كندي

وكذلك غنى بالعود أغاني لكوكب الشرق أم كلثوم منها:
- ما تصبرنيش للصبر حدود
- هو صحيح الهوى غلاّب

## أعماله الفنية
- العيون السود
- الغدر ماحبه
- المعنى يقول يامن سكن في فؤادي
- الهاشمي قال
- ان خلف لي الخل وعدا
- انا قلـبي قــنـع مـنـك
- ام العيون
- الفضل بسم الله الرحمن
- الحلا فيك
- الحب أصله السعادة
- الحب الكبير
- الميعاد
- احـبكم حب عذري
- اشتقتلك وبعثتلك مكتوب
- اشتكي من كثر غدرك
- أسيل الخدود
- اذا لم أكن لبلادي الفدا
- أعيش الحب
- أنا ولهان
- ابتسم واسلى
- آه ياليل
- الود المفقود
- أيش استوى
- بسألك يا عاشور
- بالله يا نجمة
- بداية الحب نظره
- بلا جميل غدار
- بدريه خطبها نصيب
- بغنجه والدلال
- بالي من الزين نظرة
- باهي الجبين
- بانجناه
- تاج شمسان
- تذكرته مع النسمة
- جاني الزهر
- جرحت الفؤاد
- جل من نفس الصباح
- جويهل اجعد حالي مورد
- جيتلك عاني أزورك
- حبيبي ذي أنا حبه
- حالي يا عسل نوب
- حبيتكم حب من قلبي
- حد دوب في الحب سالي
- حوى الغنج
- حاكم زمانه
- حمام الحسيني
- حيّا بكم
- خلّي قد هجرني
- ذي رماني سهامه
- ذا خرج فصل والثاني
- رضاك خير من الدنيا
- رسولي قوم
- راجعوه
- زادوا على عقله
- زمان الصبا
- زهرة في الربيع
- زمان والله زمان
- ساعة هنا
- سامحني وانا باتوب
- ساير حبيبك
- ساعة تلاقينا
- سقا الله روضة الخلان
- سكان الحمى
- سلام مني عليكم يا حبايب
- سيرا دلا سيدي
- شنّي يا مطر
- شوقي إليكم شوق عصفور الشجر
- شو بيني وبينك
- صادت عيون المها
- صادت فؤادي
- صبوحه
- طاب السمر
- طبت يالمضمون
- طلبنا الله ذي يغفر ويرحم
- طريقي شوك مليانه
- عادني
- على بالي مكاني ما نسيتك
- على شاطيء البحيرة باتحمّم
- عسى تليني
- عاده صغير يربونه
- عرفتك قبل ما اتعرف على الحب
- عرفت الصبر ياقلبي
- عرفتك من مواعيدك
- عذبني
- غلطنا يوم حبيناك
- فين عطفك يا حبيبي والحنان
- فضيله على العين
- فوش لا قلبي صبر
- فين أنت يامورد
- في الحسيني جناين والرمادة زراعه
- فيصل يقول
- فين ذوك السر
- في ذمتك (وصلت جده)
- قال كندي
- قال بو زيد
- قلت فاهم
- قولوا لذول العنب
- قمري البســــتان
- كيف الحال
- لاتحرد حبيبي ماحب الحرد
- لله ما يحويه هذا المقام
- ليتني وآحبيبي
- لا متى يرضيك هجري
- لمّا متي تبكي يا قلبي المجروح
- ليلة النور
- ليه ما تخاف الله
- متى يا نجم لقـيانا
- متعوب منك
- محتار في أمري
- مر ظبي سباني
- ما بنساه
- معك أنت انا عمري
- مستحيل ارجع لحبك مستحيل
- مذهب الخد تفاح الوجن من كم
- مش معقول ينساني ولا معقول يتغير
- معك أنت يا عمري
- من العين تسلم
- مهما الهوى يفعل
- مهما تعبني زماني
- مورد الخد
- نار حبي
- نغم
- هان وده
- هـــــجـــرتـنـي
- هدى
- هندي الأجفان
- وهبت للحب عمري
- وين اشتكي وين
- وانا برئ من ذنوبه
- وداع
- وهذي العين ليه تدمع
- ود مفقود
- يا بدر يا غصن
- يا حسرتي والندم
- يامشتكي من حبيبك
- ياليل قل للأحبه
- يا الذي في الحسن ايه
- يافـؤادي ليه تبكي
- ياذي تبون الحسيني
- يا رسولي سلم
- يا غايب عن عيني
- يا فاتن جمالك
- ياللي تركت الدمع يشوي مقلتي
- ياورد ياكاذي
- يقرب الله
- يعيبو على الناس
- يا بروحي من الغيد
- يا طيار
- يا نايم الليل
- يا سيد الغواني يازين السلوب
- يا شقي في يوم عيدك
- يا غايب وزاد الفراق
- يا قلبي الجريح اعلنها صريح
- يا قلبي تصبّر
- يا ليتها تدري
- يا حبيبي كف هجري
- يا مسك يا عنبر
- يا ناعس القامة
- يا وليد يا نينو
- يا زهرة في الربيع
- يا عقد يا جوهر
- يا عيون النرجس
- يا هلال الفلك
- يا ورد نيسان
- يحب أنه بعيد
- يحسبنه الحب
- يعاتبني

## الصفحات الشخصية
- الموقع الرسمي
- صفحة أغاني الفنان على اليوتيوب
- صفحة الفنان فيصل علوي على الفيسبوك